# 盖牟州
盖牟州，唐朝时设置的州。
李世勣、薛仁贵灭高句丽，于总章元年（668年）置安东都护府后置，治所在盖牟城（今辽宁省抚顺市北）。至德后废。 